# Stari most

Stari most als Wappenfigur von Mostar

Koordinaten: 43° 20′ 14,2″ N, 17° 48′ 54,1″ O
Stari most (bosnisch, kroatisch, serbisch für ‚Alte Brücke‘) ist das namensgebende Wahrzeichen der Stadt Mostar in Bosnien und Herzegowina. Diese Brücke von Mostar überspannt die Neretva etwas oberhalb der Mündung der Radobolja. Sie verbindet den muslimisch geprägten Ostteil mit dem katholisch geprägten Westteil der Stadt und gilt daher seit Jahrhunderten als symbolisches Bindeglied zwischen Morgen- und Abendland. Mit einer lichten Weite von 28,7 Meter und 19 Meter Höhe im Scheitelpunkt war sie zur Zeit ihrer Erbauung im Jahr 1566 ein Meisterwerk der Ingenieurbaukunst. Im Bosnienkrieg wurde die Brücke im Jahr 1993 von Truppen des kroatischen Verteidigungsrats (HVO) zerstört. Ab 1995 erfolgte mit internationaler Hilfe der Wiederaufbau und die offizielle Wiedereröffnung fand am 23. Juli 2004 statt. Die Brücke ist heute neben der Neretva eine prägende Figur im Wappen Mostars.

## Geschichte

### Bau

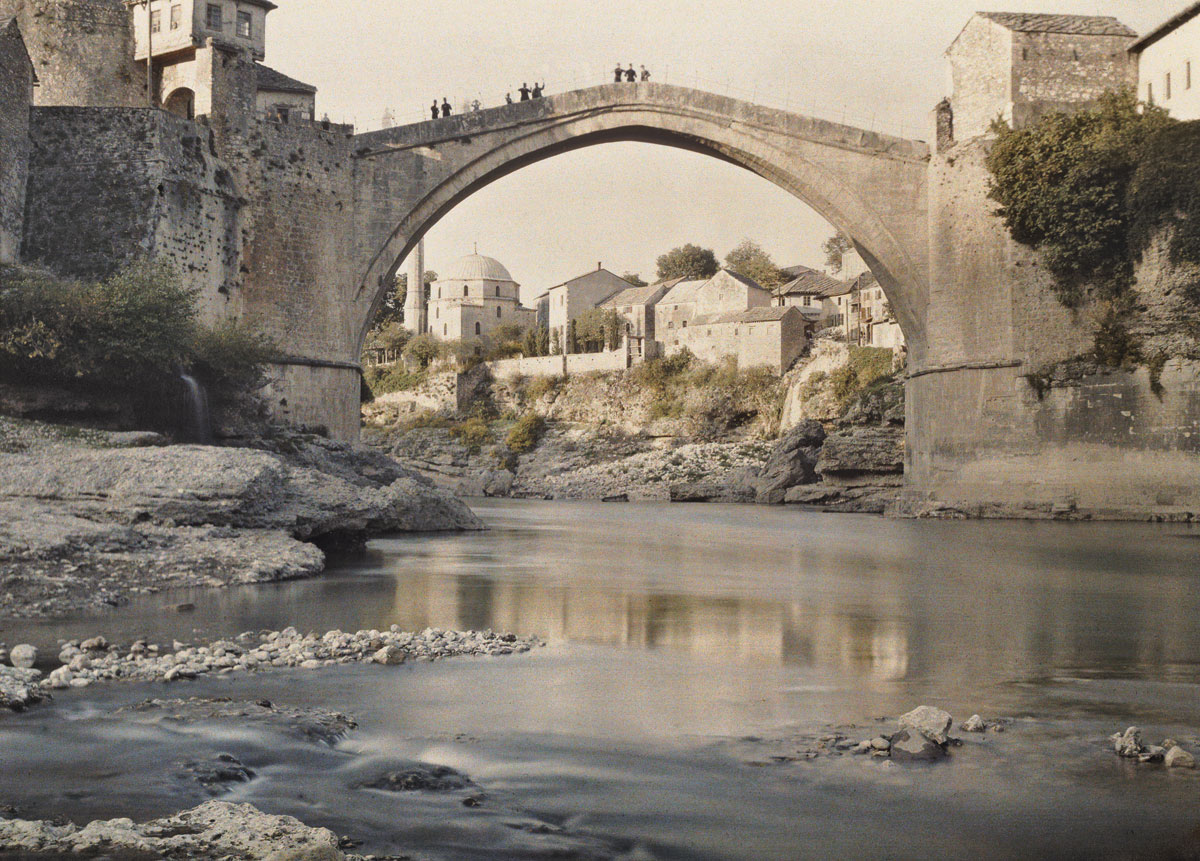
Stari most, 1913.

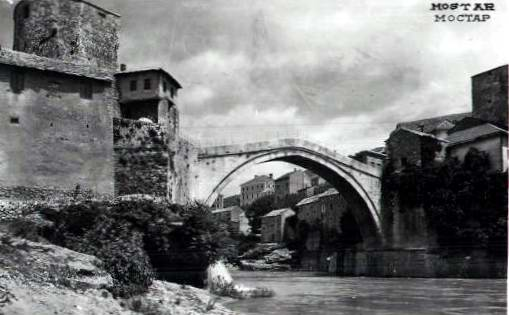
Stari most, um 1930.

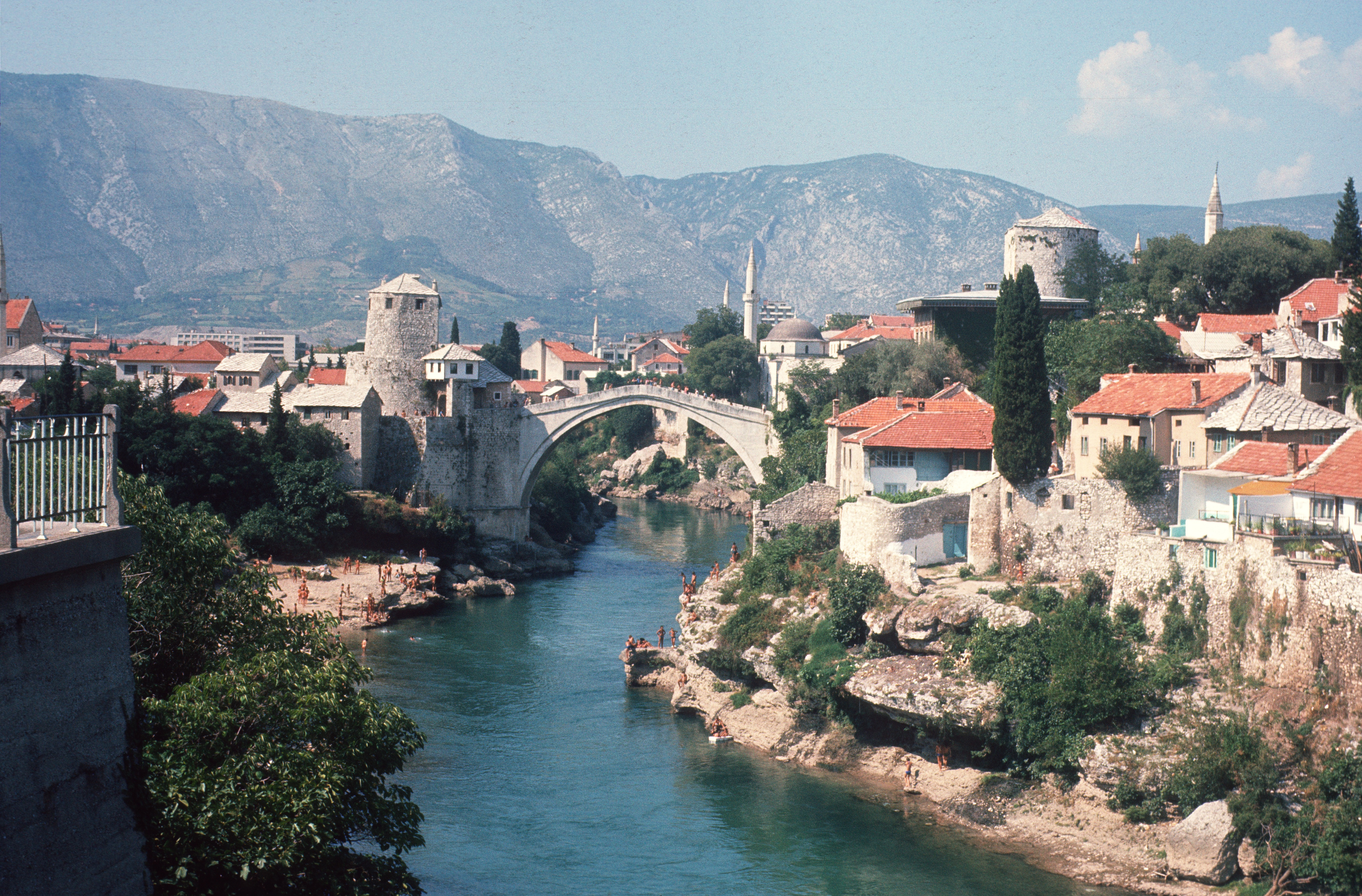
Stari most, August 1974.

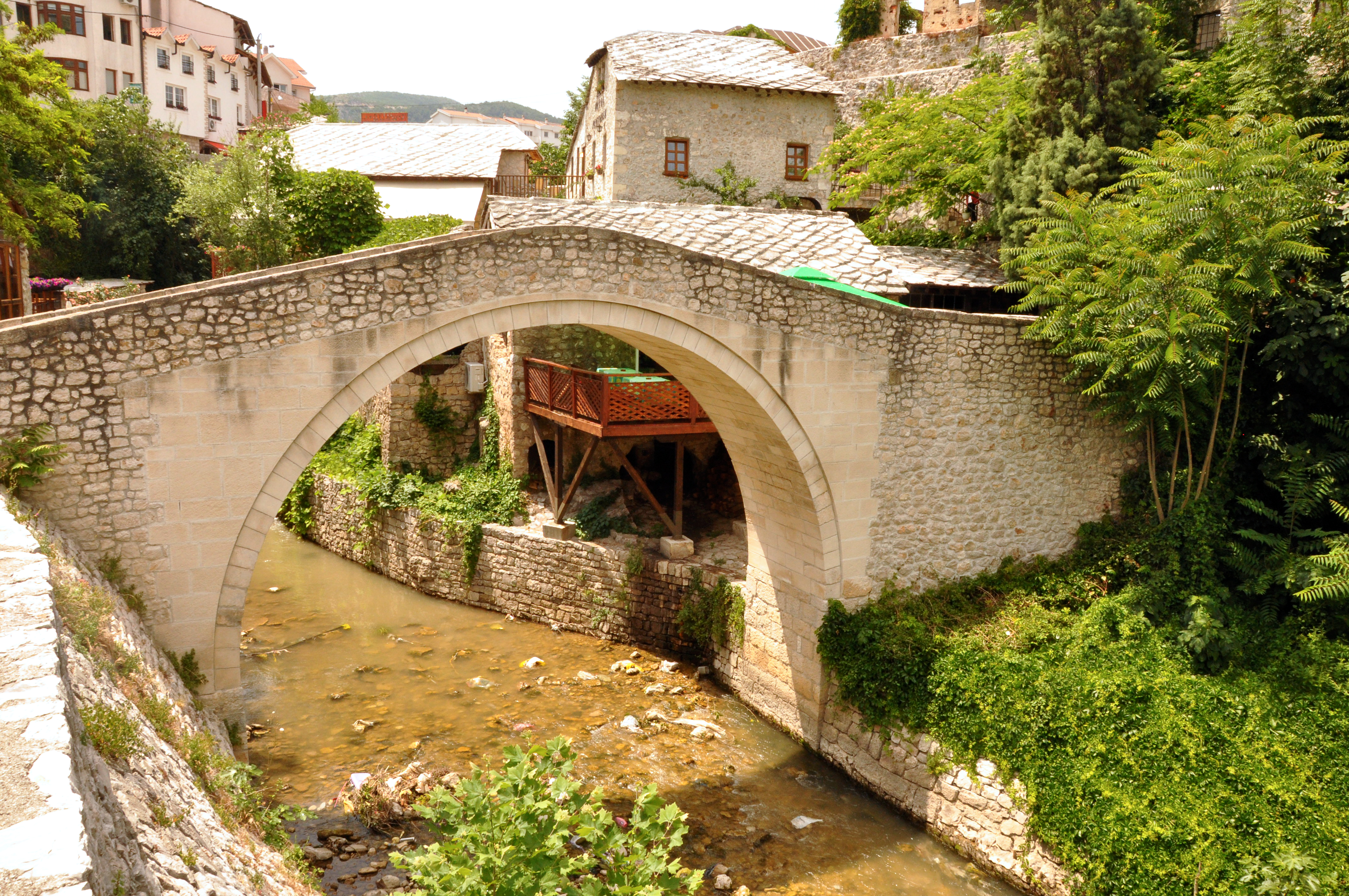
Die Kriva Ćuprija, 2011.

Die Brücke wurde 1556 bis 1566 von dem osmanischen Architekten Mimar Hayreddin im Auftrag des osmanischen Sultans Süleyman I. als Einbogenbrücke erbaut. Er war Schüler des bedeutendsten osmanischen Architekten Mimar Sinan. Einer unbelegten Legende zufolge testete Hajrudin vor dem Bau der eigentlichen heute als „Stari Most“ bekannten Brücke das neue Konzept des Brückenbaus in kleinerem Maßstab. Dazu wurde in der Nähe des eigentlichen Standortes eine baugleiche Miniatur errichtet, die heute noch existiert. Bis dahin war der Architekt nur durch den Bau von Moscheen bekannt geworden. Diese Miniatur trägt den Namen Kriva Ćuprija und überspannt den Fluss Radobolja.

### Zerstörung
Im Krieg in Bosnien und Herzegowina wurde die Brücke am 8. November 1993 beschädigt und tags darauf gegen 10 Uhr durch mehrstündigen Beschuss durch Truppen des kroatischen Verteidigungsrats (HVO) zerstört.
Nach Ansicht der Anklage des Internationalen Strafgerichtshofs für das ehemalige Jugoslawien (ICTY) im Fall Prlic et al. handelte es sich dabei um einen gezielten Vorgang durch den HVO. Im Mai 2013 verurteilte der Strafgerichtshof sechs Verantwortliche der Kroatischen Republik Herceg-Bosna und des HVO wegen schwerer Kriegsverbrechen und Verbrechen gegen die Menschlichkeit, aber auch wegen Zerstörung der Brücke erstinstanzlich zu langjährigen Haftstrafen:
- Jadranko Prlić, Regierungschef der Republik Herceg-Bosna, zu 25 Jahren
- Bruno Stojić, deren Verteidigungsminister, zu 20 Jahren
- Slobodan Praljak, ehemaliger General, zu 20 Jahren
- Milivoj Petković, ehemaliger General, zu 20 Jahren
- Valentin Ćorić, Kommandant der bosnisch-kroatischen Militärpolizei, zu 16 Jahren
- Berislav Pušić, ehemaliger Offizier, zu 10 Jahren[4]

Praljak beging am 29. November 2017 in Den Haag Suizid, nachdem seine Verurteilung im Berufungsverfahren bestätigt worden war. Die Urteile gegen seine Mitangeklagten wurden ebenfalls in zweiter Instanz bestätigt.

### Wiederaufbau
Nach dem Ende des Bosnienkrieges wurde zunächst eine Behelfsbrücke in Form einer Drahtseilhängekonstruktion errichtet. Sie blieb bis zum eigentlichen Beginn des originalgetreuen Wiederaufbaus der Brücke Stari Most bestehen. Dieser begann bereits im Jahre 1995 mit Unterstützung der UNESCO, der Weltbank und der Türkei. Er kostete etwa 15 Millionen Euro. Alte Baupläne der Originalbrücke existierten nicht. Den Wiederaufbau übernahm die türkische Firma ER-BU. Dafür wurden zunächst alte Steinquader aus dem Fluss geborgen. Untersuchungen ergaben, dass diese nicht wiederverwendbar waren. Neue Steine wurden aus demselben Steinbruch wie 1566 geschlagen. Insgesamt sollen nun 1088 Steinquader verbaut worden sein. Ehemals wurden die Kalksteinblöcke mit Klammern aus Stahl verbunden, neu wurde für dieselbe Verbindungstechnik nichtrostender Stahl versteckt eingesetzt. Damals wie heute wurden die Metallstäbe mit Blei in die ins Gestein gebohrten Löcher eingegossen.
Die Errichtung des Bogens erfolgte ab Sommer 2002, offizielle Wiedereröffnung der Brücke fand unter Anwesenheit von Vertretern aus 60 Staaten am 23. Juli 2004 statt.

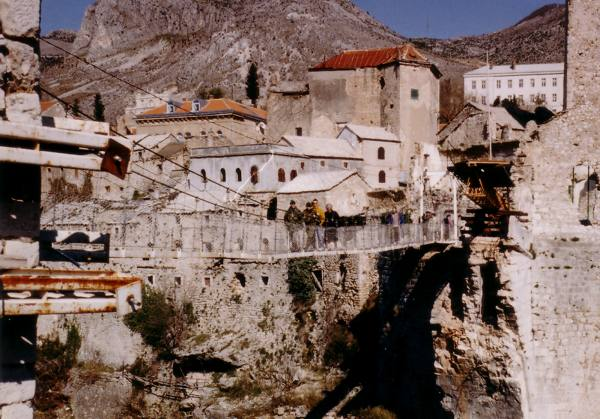
Behelfsbrücke (1998)
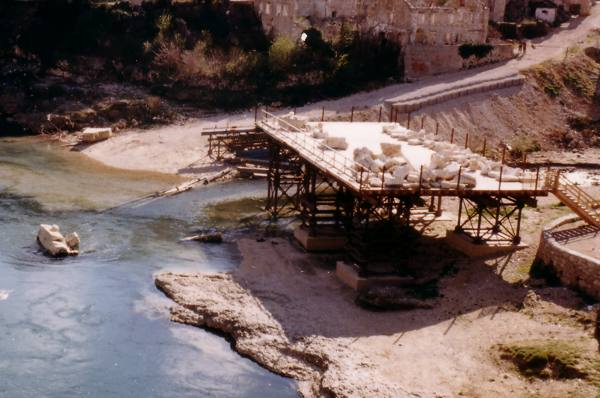
Aus der Neretva geborgene Brückenfragmente liegen zum Trocknen auf einem Podest (1998)
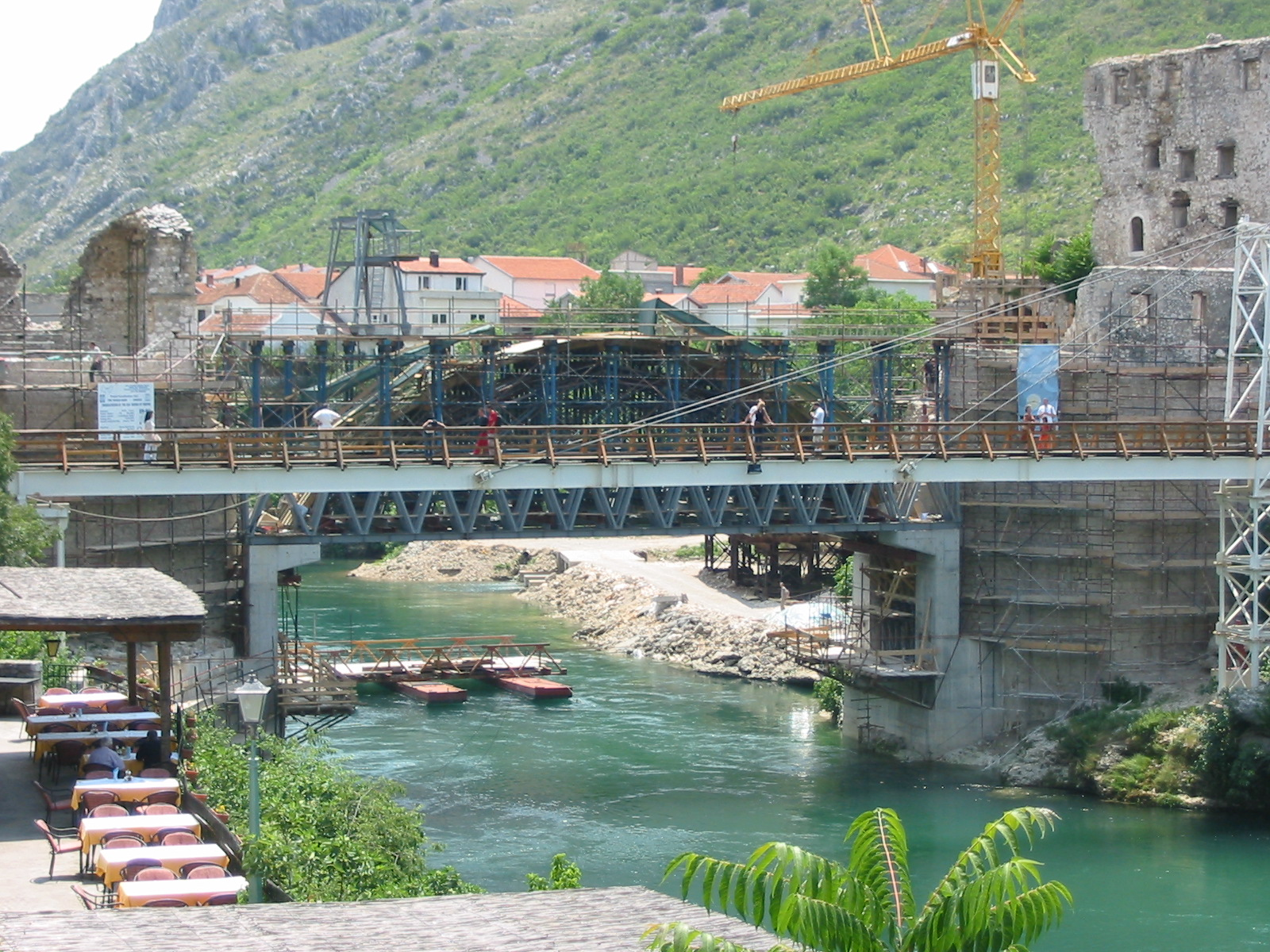
Während der Rekonstruktion 2003
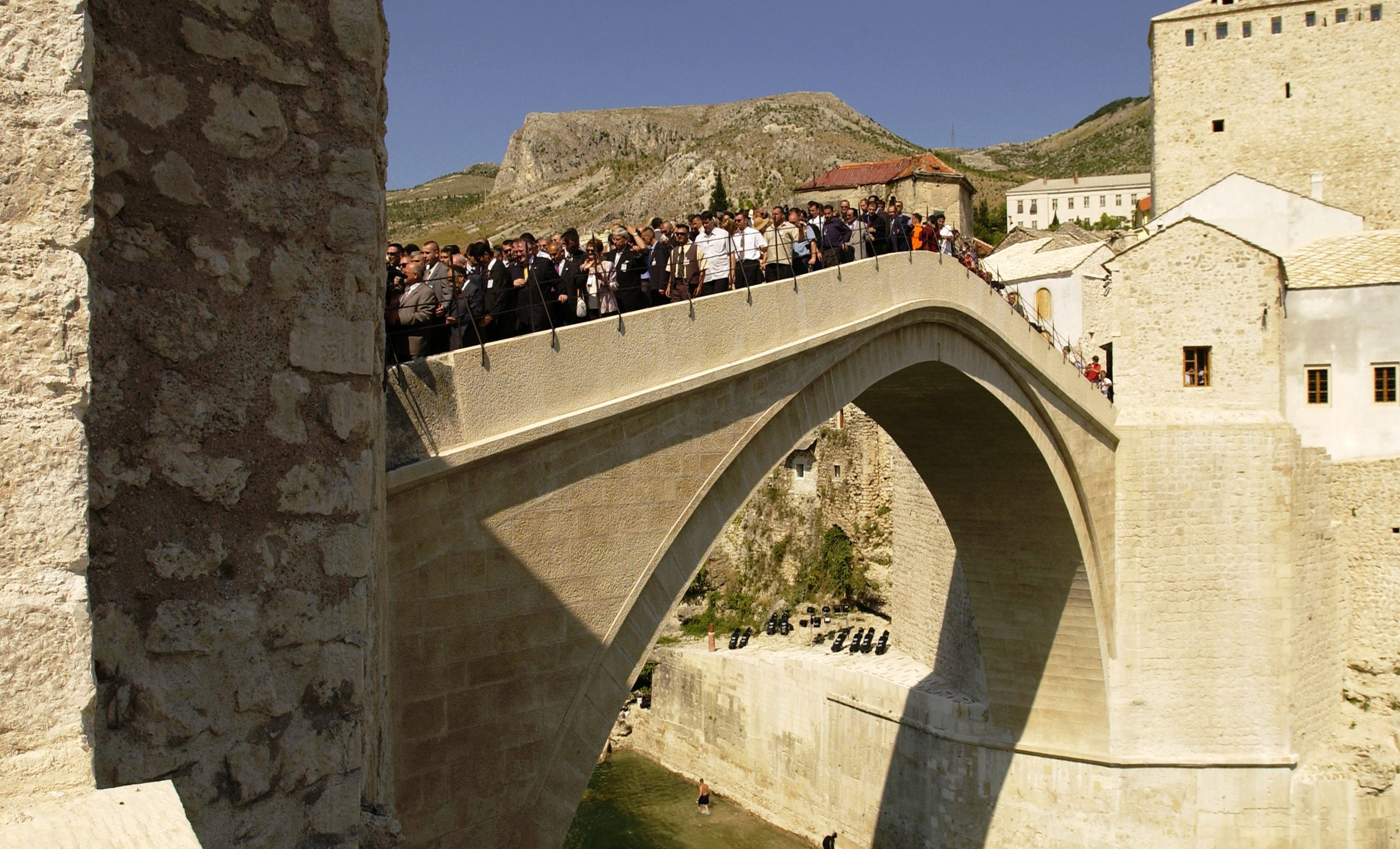
Die Alte Brücke bei der offiziellen Wiedereröffnung am 23. Juli 2004

## Weltkulturerbe
Nicht nur wegen ihrer architektonischen Einmaligkeit, sondern auch aufgrund der großen Symbolkraft der Brücke wurden das Bauwerk und seine historische Umgebung am 15. Juli 2005 in die Liste des Weltkulturerbes der UNESCO aufgenommen und sind damit die erste Welterbestätte in Bosnien-Herzegowina. Die UNESCO würdigte die Brücke als „Symbol der Versöhnung und internationalen Zusammenarbeit […] und […] Symbol für das Zusammenleben von verschiedenen religiösen, kulturellen und ethnischen Gemeinden“. Zudem ist sie ein geschütztes Kulturgut nach der Haager Konvention.
Aufgrund des Wiederaufbaus und der Aufstockung des benachbarten Hotels Ruza war der Status als Welterbe von der UNESCO in Frage gestellt worden. Auf einer Sonderkonferenz, die Ende Januar 2008 in Sarajevo stattfand, kündigten bosnische Vertreter den Rückbau der obersten Etage des Hotels an, um den Titel zu retten.

## Konstruktion

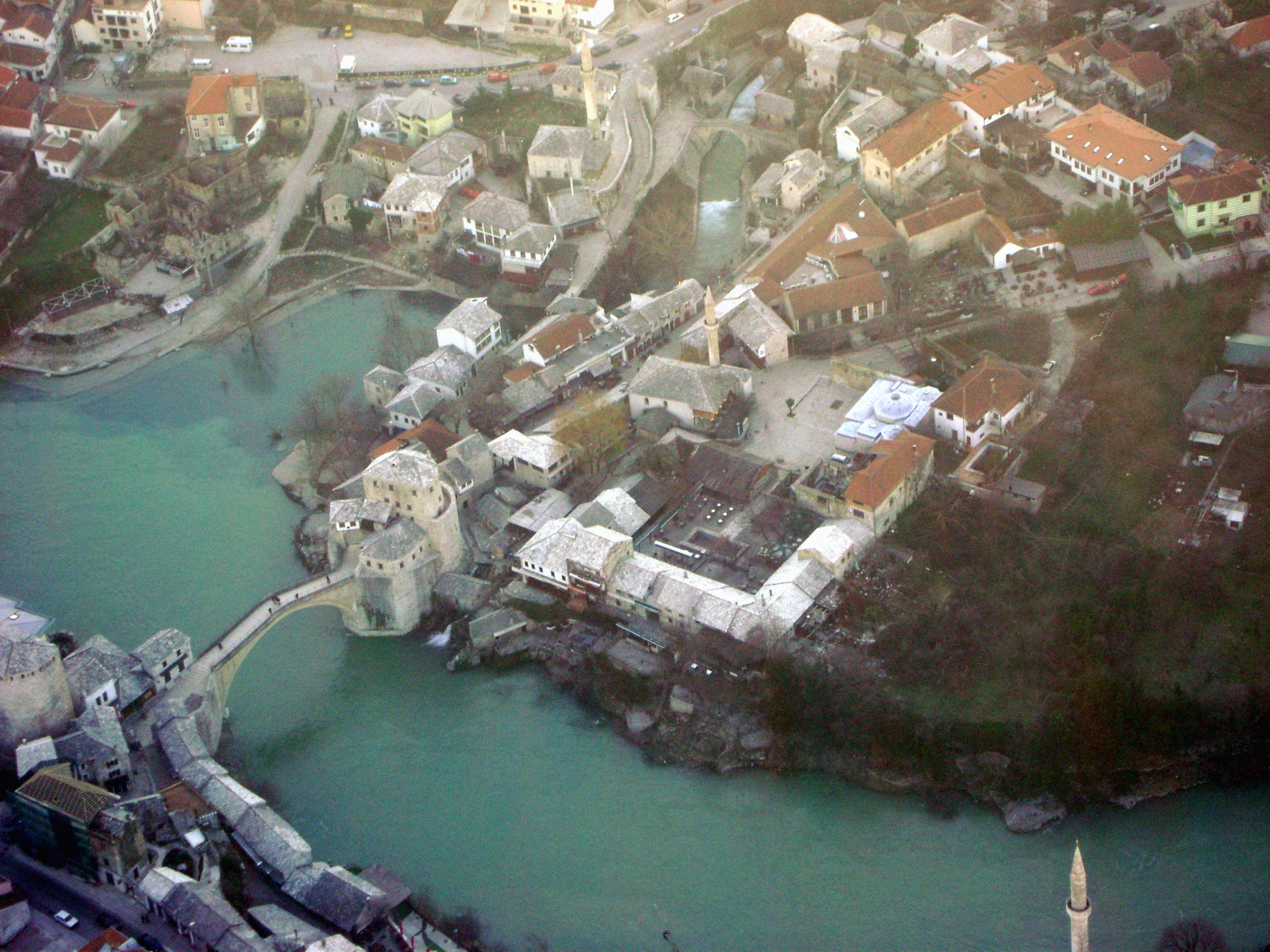
Luftaufnahme eines Teiles der Altstadt, im Vordergrund die Brücke Stari most, im Hintergrund ihr kleineres Ebenbild Kriva Ćuprija

Der Bogen mit der Form einer Ellipse und einem kleinen Knick im Scheitel hat eine lichte Weite von 28,7 Meter und eine Pfeilhöhe von 12,0 Meter. Im Scheitel betrug die Dicke 0,77 Meter bei einer Bauwerksbreite von 4,0 Meter. Zwei Hohlräume im Bogen verminderten das Eigengewicht der Brücke und ermöglichten so die schlanke Bogenkonstruktion. Der Bogen endet in Stützpfeilern aus Kalkstein, die über Flügelmauerwerk mit den Ufermauern verbunden sind, was zu einem monolithischen Eindruck führt.
Die Steinblöcke der Brücke wurden bei der Rekonstruktion durch Klammern aus nichtrostendem Stahl von 10 cm Länge verbunden, die durch das Eingießen von Blei im Stein fixiert wurden. Diese Technik der Verbindung der Steine durch eiserne Dübel und ihres Fixierens mittels Ausgießens durch Blei war schon vom damaligen Architekten Mimar Hajrudin verwendet worden und sollte deshalb auch beim Wiederaufbau zur Anwendung kommen.

## Legende
Hajrudin hatte die fertiggestellte Brücke nie gesehen. Alten Legenden zufolge sei Hajrudin nach einem Einsturz der Brücke zur Strafe der Kopf abgeschlagen worden. Zuvor war die Brücke bereits zweimal in den Fluss gefallen, weshalb die Bevölkerung sagte: „Der Fluss lässt sich nicht überspringen.“
Hajrudin zog sich unweit der Stadt Mostar zurück, in das Gebiet Bijelo Polje (Weißes Feld), und wartete auf die Nachricht seiner Emissäre, die den Abbau des Gerüstes überwachten. Nachdem ihm die Nachricht überbracht wurde, dass mit der Brücke alles in Ordnung sei, ritt er über das Bergmassiv Velež Richtung Türkei. Während der Reise erkrankte er an Gelbsucht und starb an der Krankheit in Jedrenè (im heutigen Bulgarien).
Laut einer weiteren Legende wurde für den Bau der Brücke ungewaschene Schafwolle, Eiweiß und Honig als Bindemittel (Mörtel) benutzt, weshalb im gesamten Gebiet Eierverzehr absolut verboten war. Angeblich wurden 300.000 Eier verwendet.

## Brückenspringen

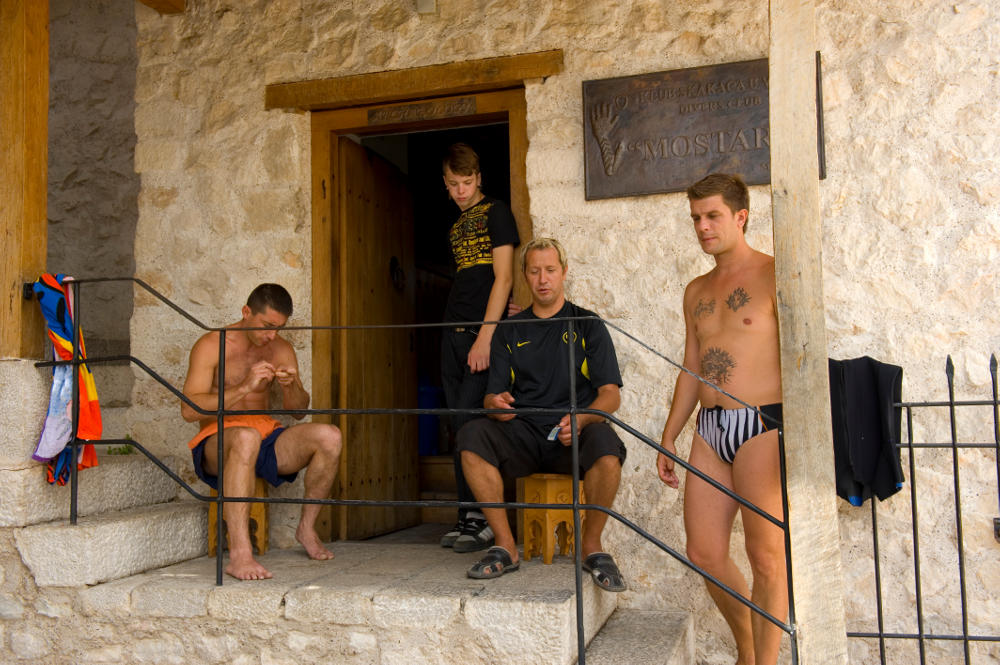
Berufsbrückenspringer vom „Divers Club Mostar“ (2009)

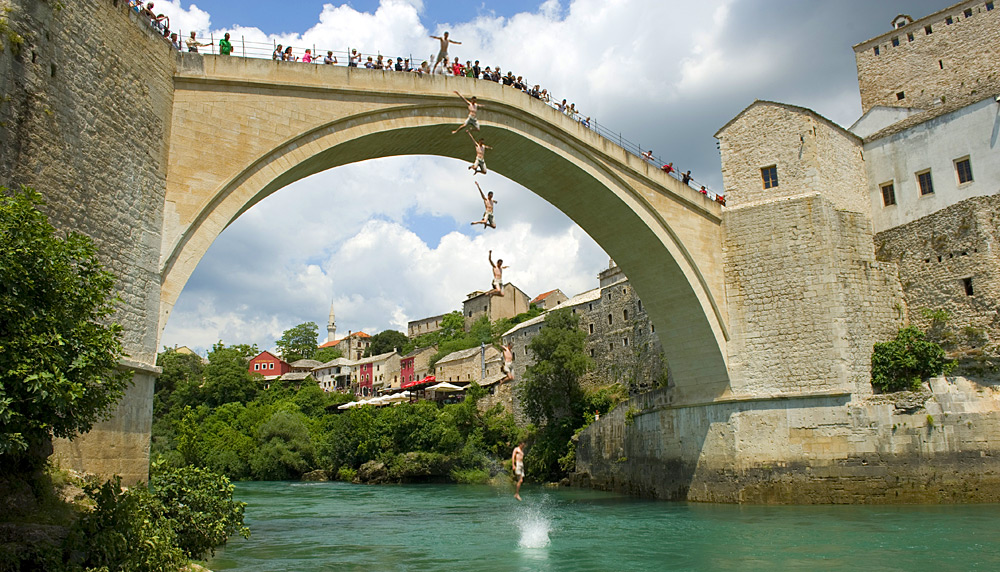
22-Jähriger springt am 5. Juni 2009, Serienaufnahme

Es besteht unter den jungen Männern der Stadt die Tradition, aus 20 m Höhe von der Geländermauer der Brücke in die Neretva zu springen, heutzutage nach Bezahlung durch Touristen. Stadtlegende Alija „Ale“ Ajanić, auf der Straße auch „Šampion“ (kroatisch: Champion) genannt, sprang das erste Mal im Alter von 13 Jahren, gewann 7 Mal den Sprungwettbewerb und sprang zumindest bis zum Alter von 50. Einige Springer holten sich Knochenbrüche und mitunter den Tod. Da die Neretva sehr kalt und die Brücke recht hoch ist, erfordert dies Mut und entsprechende Kondition. Der Brauch geht angeblich zurück bis in die Zeit der Erbauung; die erste Aufzeichnung eines Sprunges stammt aus dem Jahr 1664. Seit 1986 wird jeweils Ende Juli ein Wettbewerb ausgetragen, Teilnehmer müssen zumindest 18 Jahre alt sein. Nachdem die Brücke 1993 zerstört worden war, wurde von einem montierten Brett gesprungen. Emir Balić (* 1934 oder 1935) sprang mehr als tausend Mal von der Brücke – zuletzt im Alter von 61 Jahren – und gewann dreizehn Mal. 2015 waren 53 Teilnehmer angemeldet, doch zwei entschieden sich auf der Brücke, doch nicht zu springen. Gesprungen wird der Fußsprung oder die „Schwalbe“ (bosnisch: „lasta“), ein Kopfsprung mit anfangs seitlich ausgebreiteten Armen.
Für die seit 2015 jährlich stattfindende Veranstaltung der Red Bull Cliff Diving World Series wird ein 8 m hoher Holzturm in der Mitte der 19 m hohen Brücke mit auskragender Plattform aufgebaut. 24 Athleten (12 Frauen und 12 Männer) springen 27 m tief hinunter in den Fluss.